# Olav Gurvin
Olav Gurvin   (Tysnes, 24 de desembre de 1893 - Oslo, 31 d'octubre de 1974) va ser un musicòleg noruec, professor de la Universitat d'Oslo des de 1957. Va editar la primera enciclopèdia noruega de música el 1949 i va editar la revista Norsk Musikkliv de 1942 a 1951.

## Biografia
Gurvin va néixer a Tysnes, fill del mestre Elling Olson Gurvin i de Kristina Olsdatter Flugem. Es va casar amb Dagny Siqbroadway el 1947.
Gurvin va estudiar musicologia en les universitats de Heidelberg i Berlín, i es va graduar per la Universitat d'Oslo el 1928. Entre 1930 i 1947 va ser director de diversos cors d’Oslo. Va fer la seva tesi doctoral el 1938, titulada Frå tonalitet til atonalitet. Va donar conferències en la Universitat d'Oslo des de 1937. Va publicar les obres completes de Rikard Nordraak el 1942, en col·laboració amb Øyvind Anker.
Durant l'ocupació de Noruega per l'Alemanya nazi va ser membre del moviment de resistència, i des de 1943 va representar a músics en el subgrup de cultura del Comitè de Coordinació.
Va editar la revista Norsk Musikkliv de 1942 a 1951, i va ser crític musical del periòdic Verdens Gang de 1945 a 1958. Juntament amb Øyvind Anker també va coeditar la primera enciclopèdia de música noruega, titulada Musikkleksikon i publicada el 1949.
Els seus estudis etnomusicològics van donar lloc al desenvolupament d'un aparell electroacústic per l'anàlisi de melodies. Va ser nomenat professor de musicologia des de 1957. Va editar els primers cinc volums d'una sèrie de cordes per Hardingfele, de 1958 a 1967. El 1962 va publicar una biografia sobre Fartein Valen. Va ser nomenat com a cavaller, primera classe de la Reial orde Noruega de St. Olav el 1968.

## Obres seleccionades
- Frå tonalitet til atonalitet. Tonalitetsoppløysing og atonalitetsfesting, 1938. (tesis).
- Dreyers forlag. Musikkleksikon, 1949. (Primera enciclopèdia musical de Noruega. Coeditor amb Øyvind Anker.)
- Norsk folkemusikk. Serie 1, Hardingfeleslåttar. (Sèrie de llibres sobre Hardingfele. Editor de cinc volums entre 1958 i 1967).
- Fartein Valen. En banebryter i nyere norsk musikk, 1962. (Biografia de Fartein Valen).